# Mnogoceličar
Mnogoceličarji ali mnogocelični organizmi so organizmi, ki sestojijo iz več kot ene celice in imajo diferencirane celice, ki opravljajo točno določene naloge. Mnogocelična je večina s prostim očesom vidnega življenja in vsi člani kraljestva rastlin in živali (pri slednjih so izjeme le Myxozoa). O njihovem nastanku poznamo dve teoriji:
- oceličenje (celularizacija) - živalska celica se je povečevala, v njej so se množila jedra, med katerimi so nastale vmesne celične membrane
- kolonijski nastanek - po celični delitvi se celice niso ločile, ampak so ostale povezane v koloniji, v kateri je vsaka opravljala vse funkcije razen razmnoževanja

Delimo jih na:
- spužve - nimajo razvitih pravih tkiv
- prave mnogoceličarje - imajo razvita prava tkiva, večinoma tudi organe in organske sisteme